# Elymus tenuispicus
Elymus tenuispicus är en gräsart som först beskrevs av Jun Liang Yang och Y.H.Zhou, och fick sitt nu gällande namn av Shou Liang Chen. Elymus tenuispicus ingår i släktet elmar, och familjen gräs.
Artens utbredningsområde är Tibet. Inga underarter finns listade i Catalogue of Life.